# Johannes Petraliphas
Johannes Petraliphas (auch Petraloifas, mittelgriechisch Ἰωάννης Πετραλίφας) (* vor 1185; † nach 1224 in Servia?) war ein byzantinischer Aristokrat in der Zeit des Vierten Kreuzzugs.

## Leben
Johannes war ein Angehöriger der Familie Petraliphas, die ursprünglich aus Italien stammte. Der Hagiographie seiner Tochter, der Heiligen Theodora von Arta, zufolge war er mit einer Helena verheiratet, die einer nicht näher bekannten Adelsfamilie aus Konstantinopel angehörte. Außer Theodora sind noch zwei Kinder namentlich bekannt, Theodoros und Maria (möglicherweise die spätere Ehefrau des bulgarischen Boljaren Alexios).
Nachdem Isaak Angelos den letzten Komnenenkaiser Andronikos I. am 11. September 1185 gestürzt und selbst als Isaak II. die Herrschaft in Konstantinopel übernommen hatte, verlieh er Johannes Petraliphas angeblich den hohen Titel eines Sebastokrators (Vizekaisers), der eigentlich direkten Angehörigen der Kaiserfamilie vorbehalten war. In kaiserlichem Auftrag verwaltete er als Gouverneur die Provinzen Thessalien und Makedonien. Ungeachtet dieser Privilegien war Petraliphas einer der Verschwörer, die im April 1195 Alexios III. beim Staatsstreich gegen seinen kaiserlichen Bruder unterstützten.
Im April 1204 wurde Konstantinopel von den Kreuzfahrern erobert und die Herrscherdynastie der Angeloi vertrieben. Johannes Petraliphas schlug sich in der Folgezeit auf die Seite des „Despoten“ von Epirus, Theodoros I. Komnenos Dukas, der mit seiner Schwester Maria Petraliphaina verheiratet war. Er starb zu einem unbekannten Zeitpunkt zwischen 1224 und 1230 vermutlich in Servia, dem Geburtsort seiner Tochter Theodora.